# Bracon parvicornis
Bracon parvicornis är en stekelart som beskrevs av Thomson 1892. Bracon parvicornis ingår i släktet Bracon och familjen bracksteklar. Arten är reproducerande i Sverige. Utöver nominatformen finns också underarten B. p. aterrimus.